# Physopleurella floridana
Physopleurella floridana är en insektsart som beskrevs av Willis Blatchley 1925. Physopleurella floridana ingår i släktet Physopleurella och familjen näbbskinnbaggar. Inga underarter finns listade i Catalogue of Life.